# Béthune
Béthune je francouzské město v departementu Pas-de-Calais v regionu Hauts-de-France. V roce 2010 zde žilo 25 655 obyvatel. Je centrem arrondissementu Béthune.

## Vývoj počtu obyvatel
Počet obyvatel